# Charlie da Silva
Charlie Azevedo da Silva ook Charly da Silva (Valparaíso, 1956) is een Chileen die in het verleden in Nederland criminele activiteiten ontplooid heeft. In 2003 werd hij een nationale bekendheid, toen Peter R. de Vries hem opspoorde en interviewde over de vermeende verhouding tussen Klaas Bruinsma en Mabel Wisse Smit, op dat moment de verloofde van prins Friso van Oranje-Nassau van Amsberg. Mede naar aanleiding van de verklaring van Da Silva werd besloten geen toestemmingswet voor het huwelijk in te dienen bij de Staten-Generaal, omdat het paar onvolledige en onjuiste informatie had verstrekt aan de minister-president.

## Haringkarmoord
Da Silva kwam in het midden van de jaren zeventig naar Nederland. Hij werkte aanvankelijk bij Martinair, maar kwam al gauw in de Amsterdamse drugshandel terecht. Hij stond bekend als 'Charlie van de Warmoesstraat'. In 1983 stal Da Silva dertig kilo cocaïne van zijn landgenoot Eduardo Astudillo, die hij vervolgens in oktober van dat jaar doodschoot bij een viskraam in Amsterdam-Zuid. In de kranten werd deze criminele afrekening destijds omschreven als 'de haringkarmoord'. Er volgde een gangsteroorlog tussen rivaliserende Chileense drugsbendes. Binnen enkele maanden tijd werden drie Chilenen vermoord en raakten anderen verwond. Ook vonden ontvoeringen plaats. Hoewel Da Silva in alle drie liquidaties verdachte was, werd hij alleen voor de haringkarmoord veroordeeld. Hij werd verdedigd door advocaat Oscar Hammerstein en kreeg in 1984 acht jaar gevangenisstraf opgelegd.

## Gevangenis en Bruinsma
Tijdens zijn gevangenschap leerde Da Silva in de Scheveningse gevangenis Cor van Hout kennen. Na overplaatsing naar de Bijlmerbajes maakte hij kennis met drugsbaron Klaas Bruinsma, die gevangen zat wegens doodslag. Toen beiden weer op vrije voeten waren, werd Da Silva zijn lijfwacht. Aanvankelijk woonden ze permanent in een suite in het Amstel Hotel. Toen de grond hen te heet onder de voeten werd, leefden Bruinsma en Da Silva op de voormalige reddingboot Neeltje Jacoba. Da Silva zou Mabel Wisse Smit aan boord van dit schip hebben ontmoet.
Kort na de moord op Bruinsma (1991) bemiddelde Da Silva nog bij de terugverkoop van twee gestolen schilderijen van Frans Hals en Jacob van Ruisdael. Hij zou hiervoor van Justitie een half miljoen gulden hebben ontvangen. Vervolgens keerde hij terug naar Chili, waar hij een teruggetrokken bestaan leidde. 

## Mabel Wisse Smit
Misdaadverslaggever Peter R. de Vries interviewde hem in Chili. Da Silva vertelde onder meer dat Mabel Wisse Smit soms aan boord van de Neeltje Jacoba met Klaas Bruinsma sliep. Hij zou het paar weleens ontbijt op bed hebben gebracht. Op 2 oktober 2003 werd het interview uitgezonden. Hoewel Wisse Smit vooraf een ontkennend verklaring liet uitgaan, sloegen de beweringen van Da Silva in als een bom. In een vervolguitzending op 9 oktober herhaalde Da Silva zijn beweringen en weersprak hij een ontlastende verklaring van Geurt Roos, een andere oud-lijfwacht van Bruinsma.
Zijn uitspraken, gedaan met een zwaar accent, als "zai was die waif van die Lange", en "Mabel, ken jai mai nog?" waren korte tijd populair. Ze kwamen op een Internet soundboard van weblog 'Back To The Future' terecht, dat na juridische actie van Endemol werd ontmanteld. 
In 2003 werd er een persiflage van de aflevering van Peter R. de Vries gemaakt door het satirische programma Jiskefet.